# Karl Gussow
Karl Gussow (né le 25 février 1843 à Havelberg, mort le 27 mars 1907 à Pasing) est un peintre prussien.

## Biographie
Karl Gussow entre à la nouvelle académie grand-ducale des beaux-arts de Weimar où il a comme professeur Ferdinand Pauwels. Il part ensuite en Italie pour compléter sa formation et commence à peindre de nombreux tableaux. Il a pour ami et condisciple Arthur von Ramberg.
Dans les années 1870, il enseigne à l'académie des beaux-arts de Karlsruhe puis, de 1876 à 1881, à l'académie des arts de Berlin. Il possède un vaste atelier dans Berlin-Tiergarten.
En 1883, il s'installe à Munich où il ouvre un atelier privé de cours du soir, qui formera de nombreux élèves.

## Élèves
- Dorothea Arnd al Raschid (de)
- Anna Benkendorff (de)
- Mathilde Block
- Adolf Böhm (de)
- Paul Borgmann (de)
- Anna Costenoble
- Clara Ewald (de)
- Carl Gehrts (de)
- Anna Höchstädt (de)
- Helen Iversen (de)
- Max Klinger
- Elisabeth Krüger
- Rosa Krüger
- Carl von Marr
- Max Petsch (de)
- Hermann Prell (de)
- Clara von Rappard (de)
- Adolf Rettelbusch
- Ottilie Roederstein
- Marie Tscheuschner (de)
- Carl Coven Schirm

## Travaux

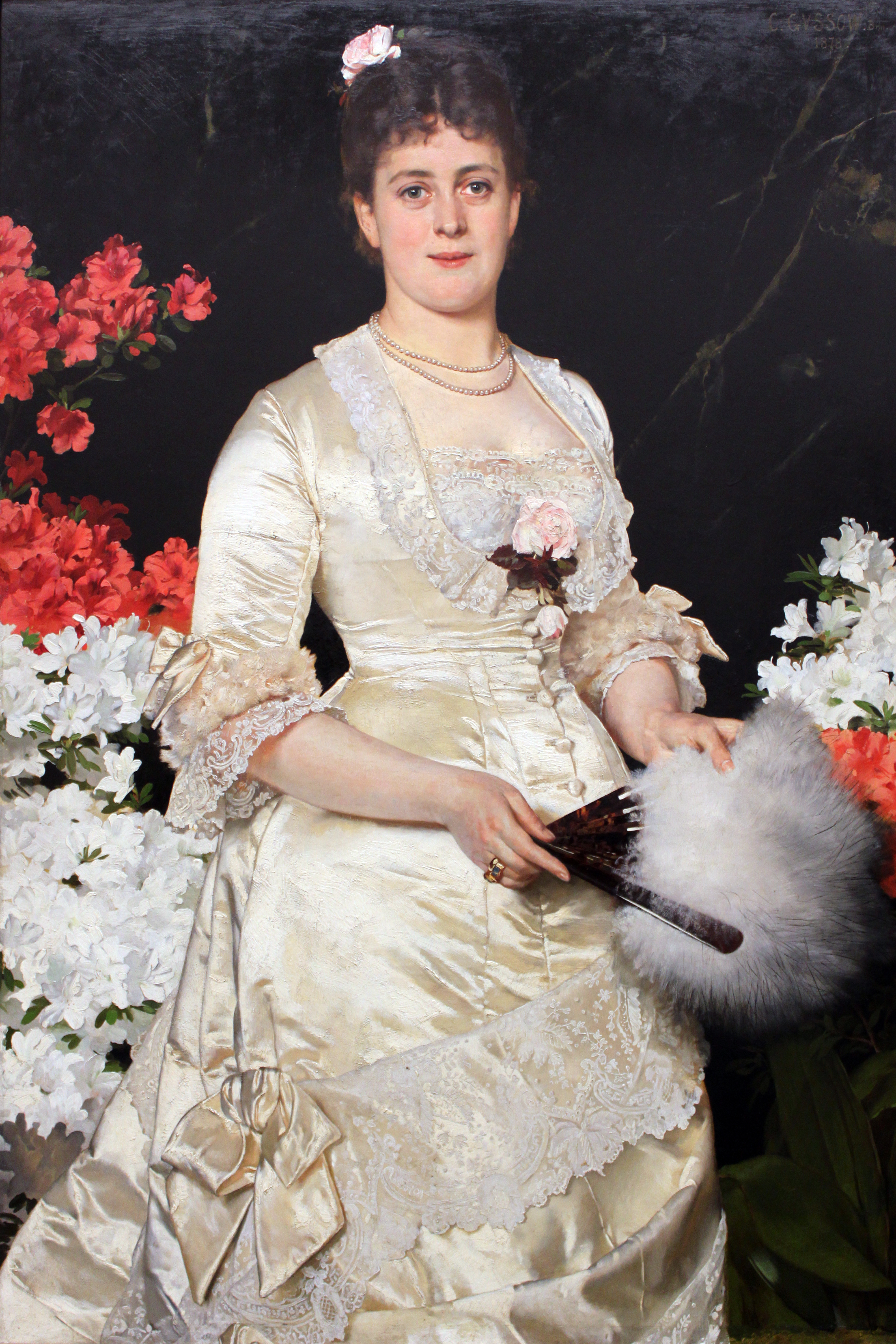
Hedwig Woworsky, 1878
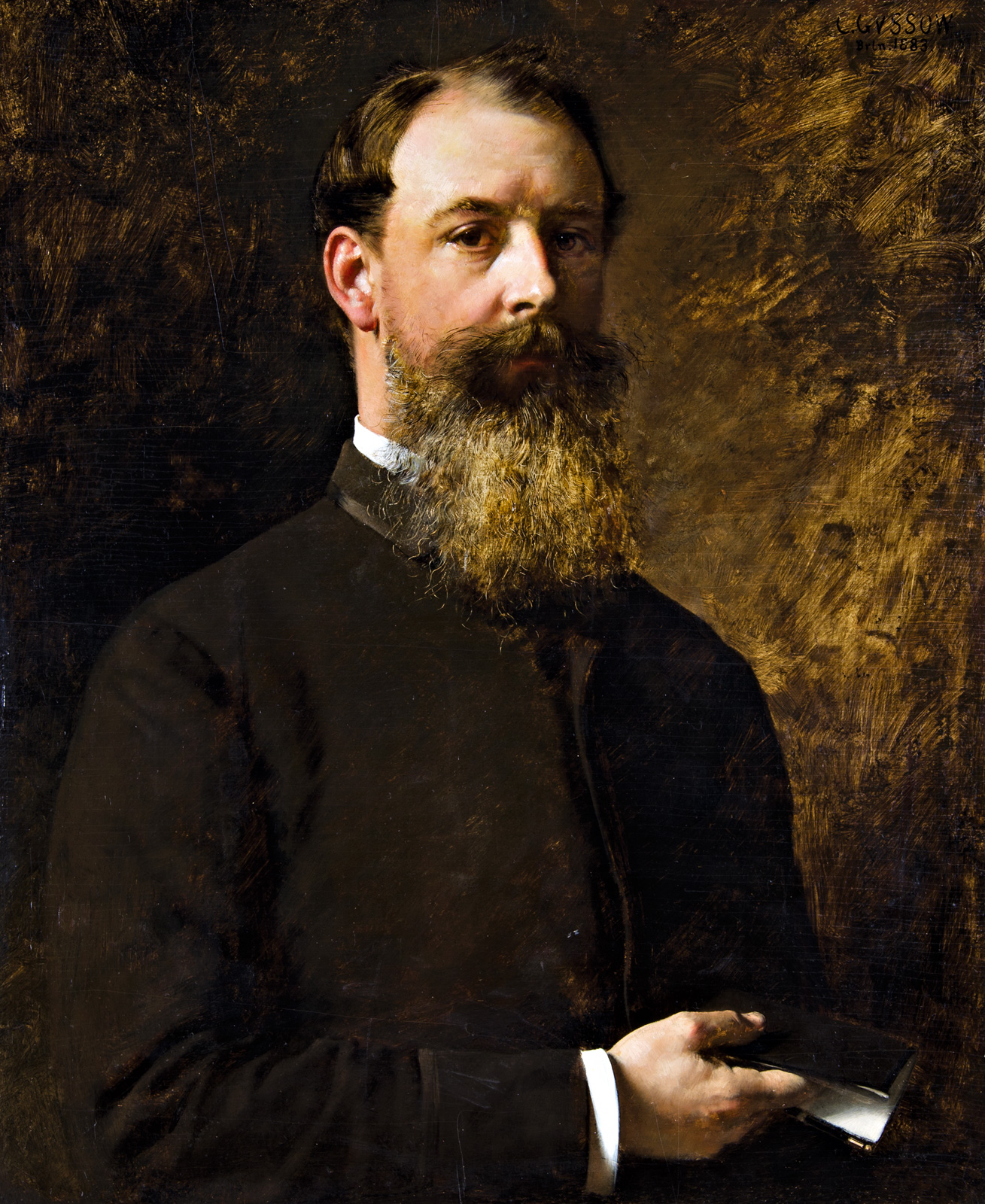
Portrait d'un homme, 1883
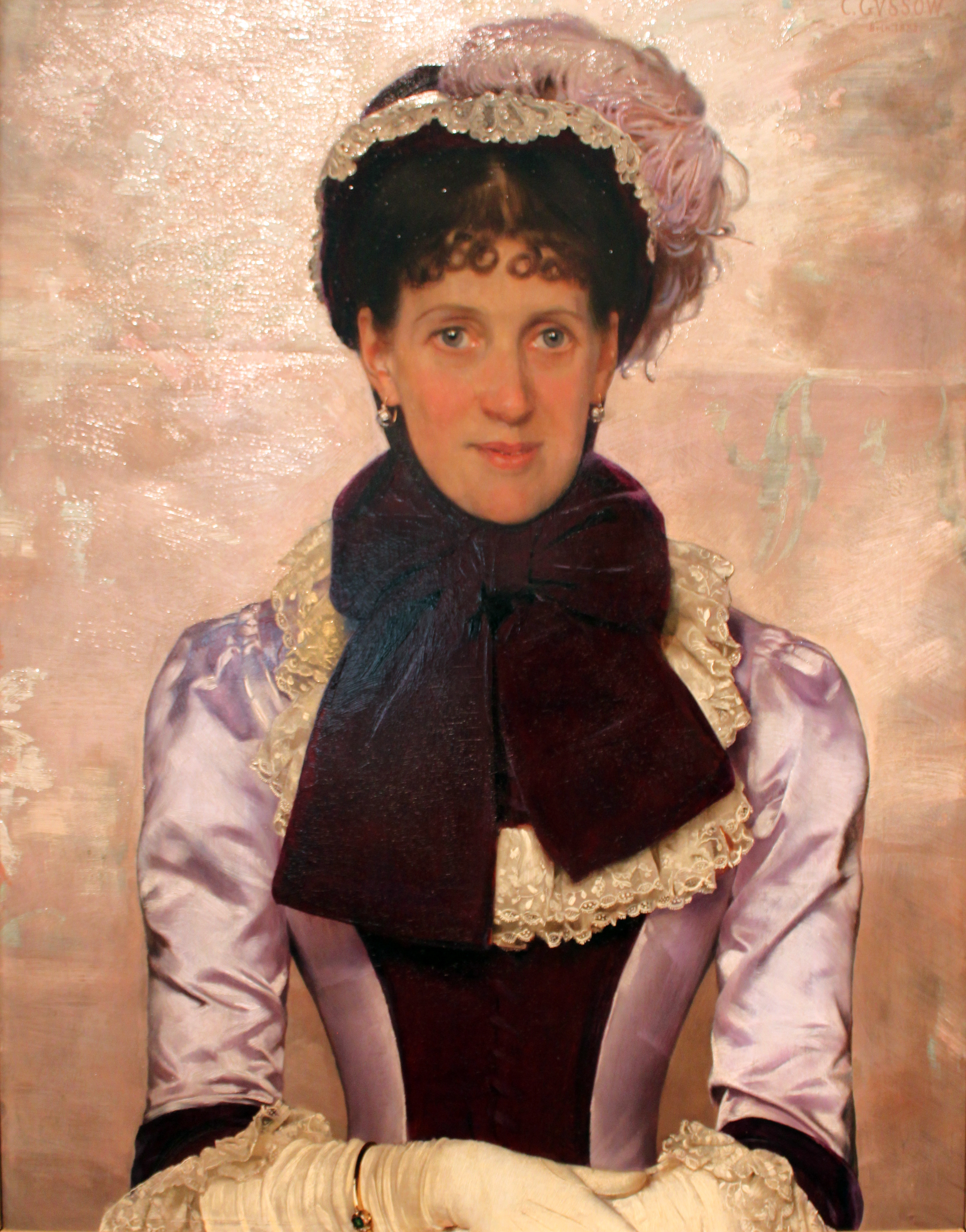
Portrait d'une femme, 1883
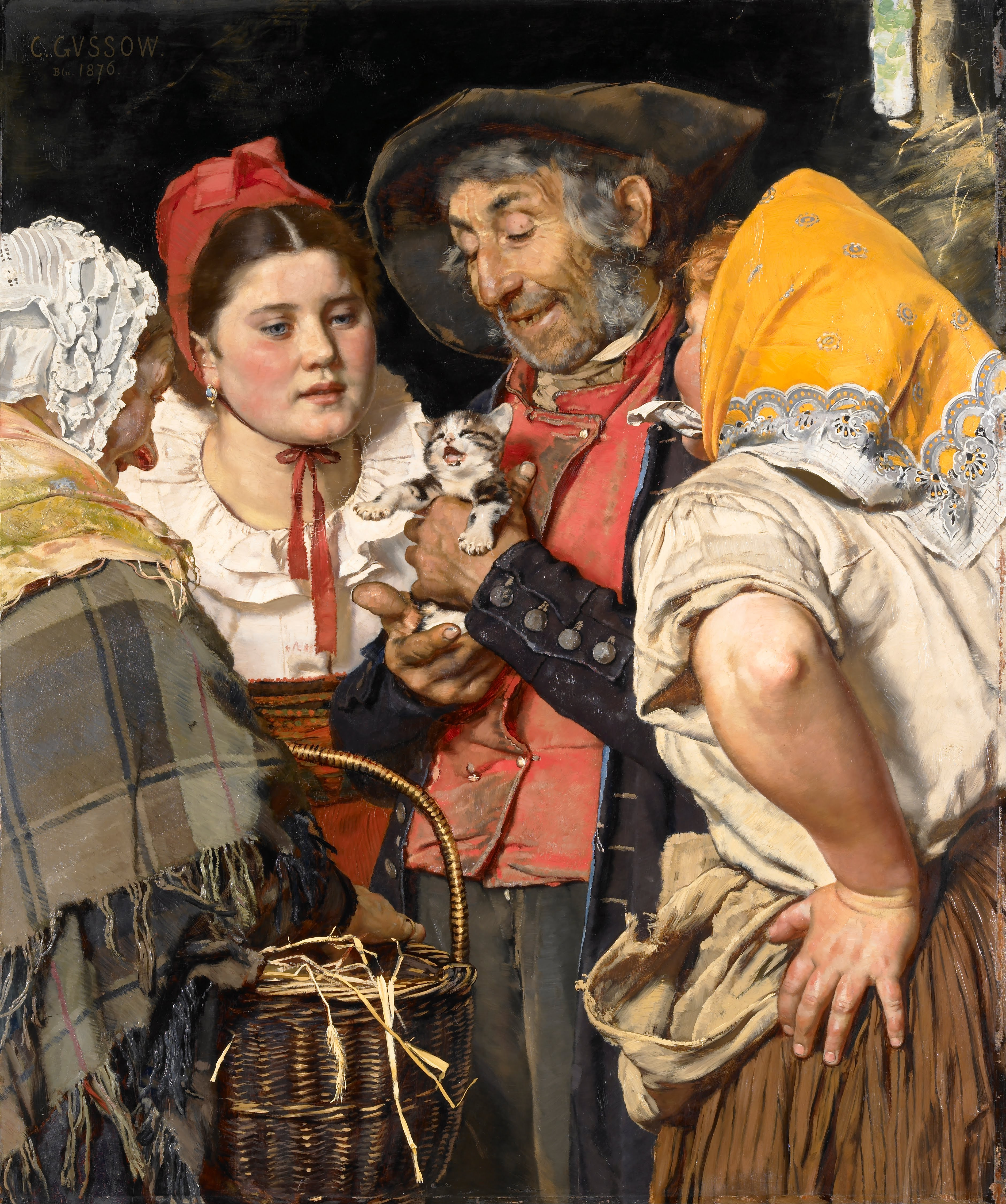
Kitten
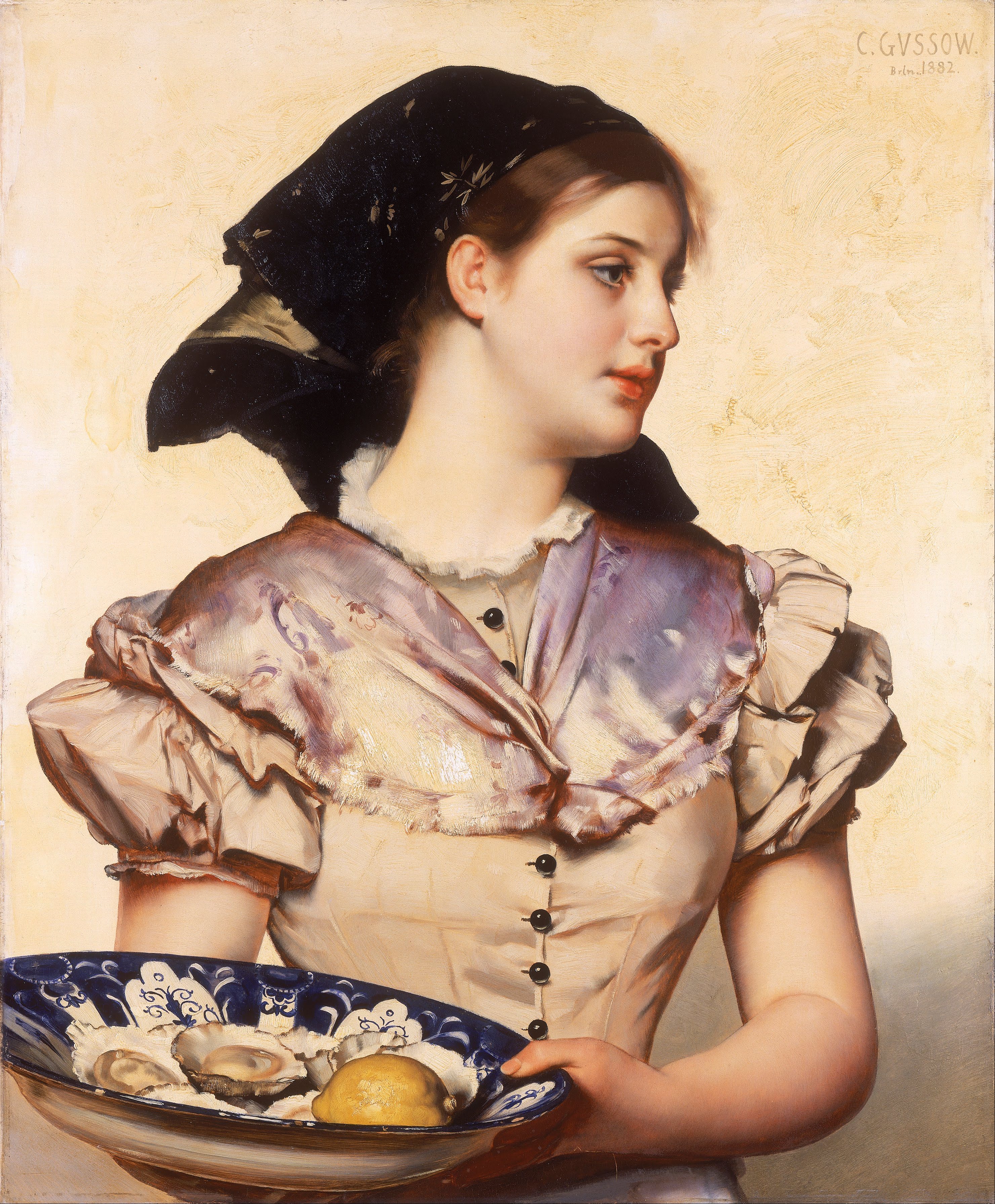
Fille avec des huîtres

## Distinction
- Chevalier de l'ordre de Léopold (7 février 1879)[1].